# Hrabstwo Campbell (Tennessee)
Hrabstwo Campbell (ang. Campbell County) – hrabstwo w stanie Tennessee w Stanach Zjednoczonych. Obszar całkowity hrabstwa obejmuje powierzchnię 498,25 mil² (1290,46 km²). Według szacunków United States Census Bureau w roku 2009 miało 40 970 mieszkańców.
Hrabstwo powstało w 1806 roku.

## Miasta
- Caryville
- Jacksboro
- Jellico
- La Follette[4]

## CDP

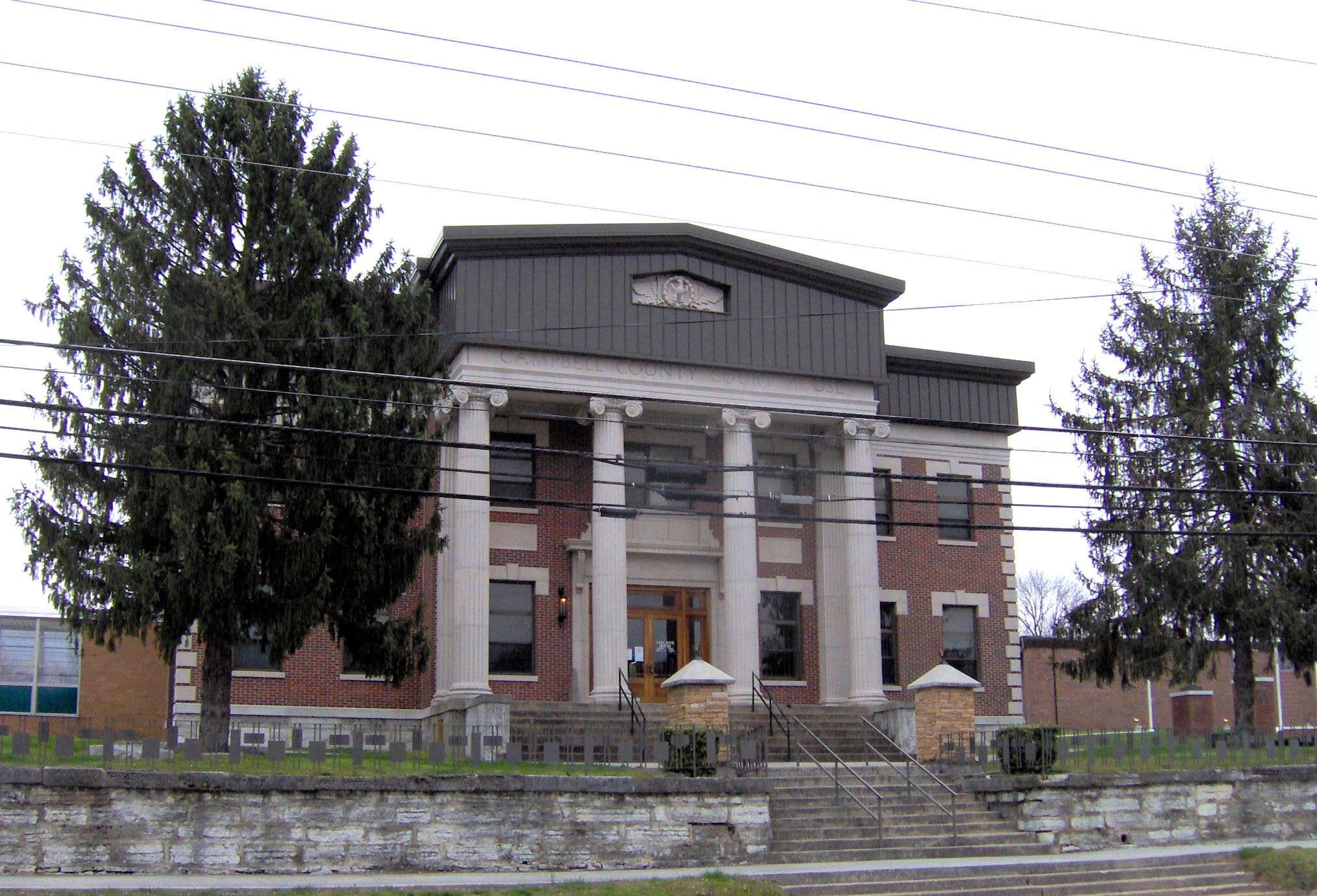
Budynek administracji hrabstwa (courthouse) w Jacksboro

- Fincastle[4]